# Laberinto de hierro
Laberinto de hierro (título original: Iron Maze) es una película de dramática de 1991 dirigida por Hiroaki Yoshida y protagonizada por Jeff Fahey, Bridget Fonda y Hiroaki Murakami.

## Argumento
La acería “US Steel” tiene aparencia de ser gigantesca, férrea y poderosa y además destaca como una araña gigante en el estado de Pensilvania. Está situada en Corinto y sus enormes entrañas están carcomidas por el óxido. Por ello ofrecen pocos puestos de trabajo.
Cuando el millonario inversionista japonés Sugito llega a la ciudad con su bella esposa estadounidense para invertir allí, él se encuentra con un odio ciego y una ira fría, ya que tiene intención de sustituir el “US-Steel” por un parque de atracciones. Cuando Sugito es encontrado más tarde con el cráneo roto en el laberinto de la acería, la policía comienza una peligrosa búsqueda para encontrar el asesino. ¿O está detrás del asesinato la atractiva esposa de Sugito, que desapareció entonces repentinamente?

## Reparto
| Actor                 | Personaje      |
| --------------------- | -------------- |
| Jeff Fahey            | Barry Mikowski |
| Bridget Fonda         | Chris Sugita   |
| Hiroaki Murakami      | Sugita         |
| J. T. Walsh           | Jack Ruhle     |
| John Randolph         | Alcalde Peluso |
| Peter Allas           | Eddie          |
| Gabriel Damon         | Mikey          |
| Carmen Filpi          | Charlie        |
| Francis John Thornton | Womack         |
| Jeffrey Stephan       | Concejal       |

## Producción
La filmación de la película empezó el 6 de mayo de 1990. Se rodó para ello Pittsburgh, Duquesne, Harmony y Braddock. Todos estos lugares están situados en el estado de Pensilvania en los Estados Unidos. Una vez que el rodaje terminó, se estrenó la película el 1 de noviembre de 1991.

## Recepción
Hoy en día la película ha sido valorada en portales cinematográficos. En IMDb, con aproximadamente 761 votos registrados, el filme obtiene una media ponderada de 4,5 sobre 10. En cuanto a Rotten Tomatoes, los más de 250 votos registrados allí le dieron una valoración media de 2,4 de 5. También cabe destacar, que en La Vanguardia el 44 % de los usuarios registrados allí le dan una valoración positiva.